# A Man Called Destruction
A Man Called Destruction è un album in studio del cantautore statunitense Alex Chilton, pubblicato nel 1995.
Il disco consiste di sei brani scritti da Chilton e di sei cover.

## Tracce
1. Sick and Tired (Chris Kenner) – 3:04
2. Devil Girl (Alex Chilton) – 2:55
3. Lies (Keith Keller) – 4:01
4. It's Your Funeral (Chilton, Jim Spake) – 1:29
5. What's Your Sign Girl (Daniel Pearson, Anthony Sepe) – 4:37
6. Il Ribelle (Adriano Celentano) – 2:14
7. You Don't Have to Go (Jimmy Reed) – 4:26
8. Boplexity (Chilton) – 2:56
9. The New Girl in School (Brian Wilson, Bob Norberg, Roger Christian, Jan Berry) – 2:10
10. You're Lookin' Good (Chilton) – 2:54
11. Don't Know Anymore (Chilton) – 3:28
12. Don't Stop (Chilton) – 2:46